# Дрегенеску
Дрегенеску (рум. Drăgănescu) — село у повіті Джурджу в Румунії. Адміністративно підпорядковане місту Міхейлешть.
Село розташоване на відстані 19 км на південний захід від Бухареста, 49 км на північ від Джурджу, 147 км на південь від Брашова.

## Населення
За даними перепису населення 2002 року у селі проживали 502 особи. Усі жителі села рідною мовою назвали румунську.
Національний склад населення села:
| Національність | Кількість осіб | Відсоток |
| -------------- | -------------- | -------- |
| румуни         | 467            | 93,0%    |
| цигани         | 35             | 7,0%     |